# Pavel Viskovatov
Pavel Aleksandrovitj Viskovatov (ryska: Павел Александрович Висковатов), född 6 december (gamla stilen: 24 november) 1842 i Sankt Petersburg, död 29 april (gamla stilen: 16 april) 1905, var en rysk litteraturhistoriker. Han var son till militärhistorikern Aleksandr Viskovatov.
Viskovatov redigerade tidskriften "Russkij mir" och var professor i rysk litteratur vid Dorpats universitet. Han redigerade 1891 den nya upplagan av Michail Lermontovs skrifter, som han försåg med utförlig biografi, och skrev en kortfattad Geschichte der russischen Literatur (andra upplagan 1886).